# Zoo de Staten Island
Le zoo de Staten Island se trouve dans le quartier de West New Brighton, dans l'arrondissement de Staten Island à New York. 
Contrairement aux autres grands zoos new-yorkais, celui-ci n'est pas administré par la Wildlife Conservation Society, il fut créé en août 1933 par Harold O'Connel, lequel intégra moins d'un an après, le 24 juillet 1934, la nouvelle Staten Island Zoological Society (« Societé zoologique de Staten Island ») tout comme Ellsworth Buck, le Dr James Chapin, George Allison, et Howard Worzel. 
Initialement, le zoo était axé sur les reptiles, en particulier une collection de serpents présentée  dans le vivarium. Bien que les collections du zoo se sont diversifiées depuis sa création, celle consacrée aux serpents à sonnettes est toujours considéré de nos comme parmi la plus grande et la plus complète d'Amérique du Nord. 
La collection actuelle comprend plus de 1500 animaux de plus de 350 espèces différentes. 
Bon nombre des animaux ont été obtenus grâce à des achats  et des échanges avec d'autres parcs zoologiques. Durant les années 1930 et le début des années 1960, les animaux ont également été acquis lors d'expéditions annuelles du personnel zoologique tels que le voyage de collecte de serpents à sonnettes de 1936 organisé par le directeur du parc Carl Frederick Kauffeld et celui de 1965 voyage plus tard par Robert Zappalorti. Le zoo bénéficia aussi de généreux donateurs comme Rafael Trujillo, Président de la République dominicaine, qui donna une paire de Solenodons, tandis que la collection de poissons, ont été donnés par l'aquarium de Staten Island vers la fin des années 1950.